# چبیئن، شهرستان چوسزکزنو
چبیئن، شهرستان چوسزکزنو (به لاتین: Trzebień, Choszczno County) یک سکونتگاه مسکونی در لهستان است که در Gmina Recz واقع شده‌است.

## خصوصیات
چبیئن ۱۳ نفر جمعیت دارد.